# Marie Stærke
Marie Borghild Stærke (født 31. august 1979 i København), BA Hist., socialdemokratisk politiker, fra 17. januar 2007 til 31. december 2013 samt fra 1. januar 2018 borgmester i Køge Kommune og fra 13. november 2020 næstformand i Socialdemokratiet.
Marie Stærke blev student fra Køge Gymnasium i 2000 og har læst historie på Københavns Universitet. Efter hun stoppede som borgmester færdiggjorde hun sin uddannelse og blev bachelor i historie med engelsk og dansk som tilvalg i 2016. Hun blev den 30. juni 2007 gift med Jesper Hesselberg Andersen der er kredsformand for Socialdemokraterne i Køgekredsen. Sammen fik de deres første barn i 2011 og deres andet barn i 2014. I juni 2015 startede Marie Stærke op som selvstændig med en rådgivende konsulentvirksomhed.
Hun har tidligere været formand for DSU i Køge.

## Politisk karriere
Marie Stærke blev valgt til kommunalbestyrelsen i Køge i 2001 og blev i 2003 politisk ordfører. Efter valget i 2005 blev hun formand for kulturudvalget. 16. januar 2007 blev hun på en ekstraordinær generalforsamling valgt til at afløse den afdøde borgmester Torben Hansen. Marie Stærke blev dermed den på det tidspunkt hidtil yngste kvinde i Danmarkshistorien til at indtage en borgmesterpost.
Stærke blev forsøgt væltet som borgmesterkandidat i februar 2012 af andre medlemmer af Socialdemokraterne, men overlevede en afstemning mod Thomas Kielgast.
I november 2020 blev hun udnævnt til næstformand i Socialdemokratiet, efter at Frank Jensen trak sig.

## Ekstern kilde/henvisning
- 27-årig ny borgmester i Køge på dr.dk
- Marie Stærkes hjemmeside Arkiveret 1. november 2020 hos  Wayback Machine